# Cynthia Scott
Cynthia Scott (* 1. Januar 1939 in Winnipeg) ist eine kanadische Regisseurin, Produzentin und Drehbuchautorin. Mit ihrem Dokumentar-Kurzfilm Flamenco at 5:15 gewann sie einen Oscar.

## Leben und Wirken
Cynthia Scott wuchs in einer Arbeiterfamilie auf. Sie absolvierte ein Studium der englischen Literatur und Philosophie an der University of Manitoba, das sie im Alter von 19 Jahren mit dem B.A. abschloss. Danach arbeitete sie als zweite Regieassistentin am Manitoba Theatre Centre und trat schließlich eine Stelle als Skript-Assistentin bei der Canadian Broadcasting Corporation (CBC) in Winnipeg an. Sie blieb zehn Jahre lang für CBC tätig und ging zwischenzeitlich nach London, um dort für das CBC-Television-Nachrichtenmagazin This Hour Has Seven Days zu recherchieren. 1965 wechselte sie zur CBC Television-Nachrichtensendung Take 30 in Kanada, wo sie als Produzentin im Bereich Public Affairs tätig war.
Seit 1972 arbeitet Scott als Regisseurin und Produzentin für das National Film Board of Canada. Sie produzierte zunächst einige Dokumentarfilme zu sozialen Themen. In den 1980er Jahren drehte sie mehrere Filme über das Tanzen, wovon Flamenco at 5:15 1984 mit einem Oscar in der Kategorie Bester Dokumentar-Kurzfilm ausgezeichnet wurde. 1990 entstand unter ihrer Regie die finanziell erfolgreiche und mehrfach ausgezeichnete Dokufiktion Unter Fremden, die sie auch international bekannt machte.
Scott ist mit dem kanadischen Regisseur John N. Smith (* 1943) verheiratet. An seinem 1982 für einen Oscar nominierten Kurzfilm First Winter war sie als Co-Autorin am Drehbuch beteiligt.

## Filmografie
- 1965: Take 30 (Fernsehserie)
- 1972: The Ungrateful Land: Roch Carrier Remembers Ste-Justine
- 1973: Two Women of the Peace
- 1973: Some Natives of Churchill
- 1973: Ruth and Harriet
- 1975: Scoggie
- 1976: Listen Listen Listen
- 1978: Canada Vignettes: Holidays
- 1978: Canada Vignettes: The Thirties
- 1981: For the Love of Dance
- 1982: First Winter
- 1983: Flamenco at 5:15
- 1985: Discussions in Bioethics: A Chronic Problem
- 1986: Jack of Hearts
- 1990: Unter Fremden (The Company of Strangers)